# Bedfield
Bedfield is een civil parish in het bestuurlijke gebied Mid Suffolk, in het Engelse graafschap Suffolk met 324 inwoners.